# Marcel Lafortune
Jean Josse Marcel Lafortune (ur. 29 września 1900 w Leuven, zm. ?) – belgijski strzelec, czterokrotny olimpijczyk, medalista mistrzostw świata.

## Kariera
Uczestnik 4 edycji igrzysk olimpijskich (IO 1936, IO 1948, IO 1956, IO 1960), na których wystartował w 7 konkurencjach. Najwyższą pozycje zajął podczas igrzysk w Londynie – uplasował się na 8. miejscu w pistolecie dowolnym z 50 m. Był najstarszym belgijskim sportowcem podczas igrzysk w 1956 roku.
Lafortune zdobył 2 medale na mistrzostwach świata, oba podczas turnieju w 1930 roku. Zdobył srebro w drużynowym strzelaniu z karabinu małokalibrowego stojąc z 50 m (skład zespołu: Marcel Gheyssens, Marcel Lafortune, François Lafortune, Paul Sylva, Paul Van Asbroeck) i srebro w pistolecie dowolnym z 50 m, w którym pokonał go wyłącznie Jean Révilliod de Budé.
Jego brat François i bratanek Frans także byli strzelcami (wszyscy wystartowali razem na igrzyskach w 1960 roku). Brat Hubert był gimnastykiem.

## Wyniki

### Igrzyska olimpijskie
| Igrzyska       | Konkurencja                       | Wynik                        | Miejsce | Źródło |
| -------------- | --------------------------------- | ---------------------------- | ------- | ------ |
| Berlin 1936    | Karabin małokalibrowy leżąc, 50 m | 285 pkt.                     | 55      | [ 4 ]  |
| Berlin 1936    | Pistolet dowolny, 50 m            | 525 pkt. (83-87-89-85-85-96) | 13      | [ 5 ]  |
| Berlin 1936    | Pistolet szybkostrzelny, 25 m     | 18–6–4 pkt.                  | 12      | [ 6 ]  |
| Londyn 1948    | Karabin małokalibrowy leżąc, 50 m | 586 pkt. (95–99–97–99–99–97) | 39      | [ 7 ]  |
| Londyn 1948    | Pistolet dowolny, 50 m            | 530 pkt. (86–89–91–92–86–86) | 8       | [ 1 ]  |
| Melbourne 1956 | Pistolet dowolny, 50 m            | 518 pkt. (82–88–82–86–89–91) | 23      | [ 8 ]  |
| Rzym 1960      | Pistolet dowolny, 50 m            | 525 pkt. (87–83–88–90–86–91) | 34      | [ 9 ]  |

### Medale mistrzostw świata
Opracowano na podstawie materiałów źródłowych:
| Mistrzostwa    | Konkurencja                                   | Wynik             | Miejsce |
| -------------- | --------------------------------------------- | ----------------- | ------- |
| Antwerpia 1930 | Karabin małokalibrowy stojąc, 50 m, drużynowo | 1794 pkt. (druż.) |         |
| Antwerpia 1930 | Pistolet dowolny, 50 m                        | 535 pkt.          |         |